# Ciril Rozman i Borsnar
Ciril Rozman i Borstnar (Ljubljana, Eslovènia, 1929) és un metge català d'origen eslovè. L'any 1945 va deixar el seu país natal, a causa de la Segona Guerra Mundial, i va arribar a Catalunya per estudiar Medicina a la Universitat de Barcelona. Es llicencià l'any 1948 i obtingué el doctorat l'any 1957. Una gran part de la seva formació ha estat de part dels professors Pedro Pons i Farreras Valentí.
Ha estat catedràtic de Patologia i Clínica Mèdiques de la Universitat de Salamanca (1967) i de la de Barcelona (1969), i s'ha especialitzat en malalties de la sang.
Ha dirigit l'Escola d'Hematologia Farreras Valentí i la revista Medicina Clínica. És membre numerari de la Reial Acadèmia de Medicina de Catalunya.
Ha treballat principalment en l'estudi de l'esplenograma (1957), les col·lagenosis, les púrpures, la malaltia de Hodgkin i la ultraestructura cel·lular en hematologia (1976).
El 1988 va rebre la Creu de Sant Jordi, el 1995 va rebre el premi Rei Jaume I en medicina clínica, i el 2004 fou investit doctor honoris causa per la Universitat de Salamanca, entre altres distincions.
Actualment és professor emèrit de la Universitat de Barcelona, i exvicepresident i patró d'honor de la Fundació Josep Carreras.

## Obres
- Medicina Interna (1997) amb Pere Farreras i Valentí
- Altres obres